# Copernicia hospita
Copernicia hospita, auch Kuba-Wachspalme genannt, ist eine Pflanzenart aus Gattung Copernicia innerhalb der Familie der Palmengewächse (Arecaceae). Sie kommt in weiten Teilen des zentralen Kuba vor.

## Beschreibung

### Vegetative Merkmale
Ausgewachsene Stämme erreichen 6 bis 7,5 Meter Höhe und 30 Zentimeter Durchmesser. Die Oberfläche älterer Stammteile ist glatt. Die Blattkrone ist rund 5 Meter hoch und breit. Die fächerartigen Blätter sind 1,5 bis 2 Meter breit und kreisrund bis keilförmig. Sie sind in viele steife Segmente zerteilt, die etwa ein Drittel des Blattradius lang sind. Die Enden der Segmente sind leicht hängend. Die Blattfarbe kann von graugrün über blau-grün bis fast reinweiß oder silbern reichen. Beide Oberflächen sind mit einer Wachsschicht bedeckt. An den Rändern der Segmente sitzen kleine Zähne. Der Blattstiel ist kurz und reicht etwas in die Blattspreite hinein, das Blatt ist somit costapalmat. Eine Hastula ist deutlich ausgebildet. Die Blattkrone ist dicht gepackt, die Blätter überlappen sich fast. 

### Generative Merkmale
Der Blütenstand ist eine etwa 2 Meter lange Rispe, die über die Blätter hinausreicht. Die relativ kleinen Blüten sind bräunlich-gelb und zwittrig. Die Früchte sind etwa 1,5 Zentimeter breit und schwarz.

## Vorkommen
Copernicia hospita kommt in weiten Teilen des zentralen Kuba vor. Sie gedeiht hauptsächlich in Savannen des Inlands, kommt aber auch in der Nähe der Küsten vor.

## Taxonomie
Die Erstbeschreibung von Copernicia hospita erfolgte 1838 durch Carl Friedrich Philipp von Martius in Historia Naturalis Palmarum, Band 3, Teil 7, Seite 243, Tafel 50a. In den abgestorbenen Blättern, die am Stamm verbleiben, leben zahlreiche Nagetiere und Vögel; davon könnte sich das Artepitheton hospita ableiten, das auf Lateinisch „Gastgeber“ bedeutet.

## Nutzung
Aus den Blättern kann ein Carnauba ähnliches Wachs gewonnen werden.